# کاربیس جانجیکیان
کاربیس جانجیکیان (ارمنی: Կարպիս Ճանճիկեան; انگلیسی: Garbis Cancigyan زاده ۶ ژانویه ۱۹۲۰ - درگذشته ۱۹۴۶) یک شاعر ارمنی بود.

## زندگی‌نامه
در ۶ ژانویه ۱۹۲۰ میلادی در شهر استانبول زاده شد. تحصیلاتش را در آموزشگاه ایتالیایی‌ها و آموزشگاه مرکزی شهر گذراند و در سال ۱۹۴۳ به علت ابتلا به بیماری سل، ناگزیر شد تحصیل را ناتمام بگذارد. از سال ۱۹۴۲ فعالیت ادبی اش را آغاز کرد و اشعارش در مطبوعات ارمنی زبان به چاپ رسید. در سال ۱۹۴۶ میلادی در شهر استانبول درگذشت. یگانه مجموعه شعر کاربیس جانجیکیان چهار سال پس از مرگش به همت دوستانش با نام «روز به روز» در سال ۱۹۵۰ منتشر شد.